# 福崎町立田原小学校
福崎町立田原小学校（ふくさきちょうりつ たわらしょうがっこう）は、兵庫県神崎郡福崎町西田原にある公立小学校。

## 沿革
- 1873年（明治6年） - 明徳・知泉・金鶏・田原・柔遠の5小学校を設置。
- 1876年（明治9年） - 2校を合併して、昌文小学校を設置。
- 1878年（明治11年） - 昌文小学校を東西田原小学校と南田原小学校に分離。
- 1888年（明治21年） - 昌文尋常小学校・昌文簡易小学校と改称。
- 1892年（明治25年） - 2校を合併し、神東郡田原村全村を一区域とする。田原尋常小学校と改称。柔遠小学校旧校に南田原分教場を設置。
- 1899年（明治32年） - 南田原分教場を南田原尋常小学校と改称。
- 1904年（明治37年） - 高等科を設置し、田原尋常高等小学校と改称。
- 1907年（明治40年） - 南田原尋常小学校を統合。新校舎へ移転。この日を創立記念日とする。
- 1941年（昭和16年）4月1日 - 田原国民学校と改称。
- 1947年（昭和22年）4月1日 - 田原村立田原小学校と改称。
- 1956年（昭和31年）5月3日 - 神崎郡田原村が同郡福崎町・八千種村と合併したのに伴い、福崎町立田原小学校と改称。
- 1980年（昭和55年） - 福崎町立田原中学校廃校。同校の体育館・プール・運動場・校庭が田原小学校の所属となる。
- 2007年（平成19年）7月1日 - 創立100周年記念式典を挙行。

## 通学区域
福崎町田原地区全域。
卒業生は基本的に福崎町立福崎東中学校へ進学する。

## 周辺
- 福崎町役場
- 福崎町立神崎郡歴史民俗資料館
- 柳田國男生家
- 福崎郵便局
- 国道312号
- 市川

## アクセス
- JR播但線 福崎駅から南東へ1.3km
- 神姫バス 辻川にて下車
- 中国自動車道・播但連絡道路 福崎ICから北へ300m

## 通学区域が隣接している学校
- 福崎町立八千種小学校
- 姫路市立船津小学校
- 姫路市立中寺小学校
- 福崎町立福崎小学校
- 市川町立川辺小学校
- 市川町立瀬加小学校